# Estación de República Argentina
República Argentina es una estación de la Línea 6 del Metro de Madrid (España) situada bajo la plaza del mismo nombre, en el barrio de El Viso (distrito Chamartín).

## Historia
Su construcción fue prevista en el plan de ampliación de 1967, aunque no abrió al público hasta el 11 de octubre de 1979 con el primer tramo de la línea 6. Se encuentra entre dos grandes intercambiadores, Nuevos Ministerios y Avenida de América. Fue reformada en los andenes cambiando paredes de mármol por vítrex grisáceo.
Desde el 30 de julio hasta el 9 de septiembre de 2022 el tramo Sainz de Baranda - Nuevos Ministerios de la línea 6 permaneció cortado por obras, por lo que esta estación permaneció cerrada. En su lugar, existió un servicio especial de autobús sin coste para el viajero y con parada en el entorno de las estaciones afectadas.

## Accesos
Vestíbulo República Argentina
- República Argentina Pza. República Argentina, 8 (próximo a Avda. Doctor Arce)
- Joaquín Costa, pares C/ Juan de la Cierva, s/n (esquina C/ Joaquín Costa, 26)
- Joaquín Costa, pares C/ Joaquín Costa, 26. Acceso en rampa.
- Joaquín Costa (imp.) C/ Joaquín Costa, 41 (esquina C/ Rodríguez Marín). Acceso en rampa.

## Líneas y conexiones

### Metro
| << cabecera | < estación         | línea | estación >         | cabecera >> |
| ----------- | ------------------ | ----- | ------------------ | ----------- |
| circular    | Avenida de América |       | Nuevos Ministerios | circular    |

### Autobuses
| Diurnos   |                                             |                                                |
| Línea     | Destino                                     | Parada                                         |
| 7         | Plaza de Alonso Martínez                    | 419 REPÚBLICA ARGENTINA (C/ Joaquín Costa, 31) |
| C2        | Circular 2 (> Cuatro Caminos)               | 419 REPÚBLICA ARGENTINA (C/ Joaquín Costa, 31) |
| 7         | Manoteras                                   | 420 REPÚBLICA ARGENTINA (C/ Joaquín Costa, 18) |
| C1        | Circular 1 (> Embajadores)                  | 420 REPÚBLICA ARGENTINA (C/ Joaquín Costa, 18) |
| 16        | Avenida de Pío XII                          | 431 VELÁZQUEZ-JOAQUÍN COSTA                    |
| 19        | Plaza de Cataluña                           | 431 VELÁZQUEZ-JOAQUÍN COSTA                    |
| 51        | Plaza del Perú                              | 431 VELÁZQUEZ-JOAQUÍN COSTA                    |
| 16        | Moncloa                                     | 443 REPÚBLICA ARGENTINA (C/ Serrano, 143)      |
| 19        | Plaza de Legazpi                            | 443 REPÚBLICA ARGENTINA (C/ Serrano, 143)      |
| 51        | Sol / Sevilla                               | 443 REPÚBLICA ARGENTINA (C/ Serrano, 143)      |
| Nocturnos |                                             |                                                |
| Línea     | Destino                                     | Parada                                         |
| NC1       | Circular 1 (> Manuel Becerra - Atocha)      | 419 REPÚBLICA ARGENTINA (C/ Joaquín Costa, 31) |
| NC2       | Circular 2 (> Cuatro Caminos - Pza. España) | 420 REPÚBLICA ARGENTINA (C/ Joaquín Costa, 18) |
| N1        | Sanchinarro                                 | 432 VELÁZQUEZ-RODRÍGUEZ MARÍN                  |
| N1        | Plaza de Cibeles                            | 443 REPÚBLICA ARGENTINA (C/ Serrano, 143)      |